# Creagrutus ephippiatus
Creagrutus ephippiatus és una espècie de peix de la família dels caràcids i de l'ordre dels caraciformes.

## Morfologia
- Els mascles poden assolir 5,8 cm de llargària total.[4]

## Hàbitat
Viu en zones de clima tropical.

## Distribució geogràfica
Es troba a Sud-amèrica: riu Siapa (afluent meridional del riu Casiquiare, conca del  riu Negro).